# Oebalia unistriata
Oebalia unistriata är en tvåvingeart som beskrevs av Boris Borisovitsch Rohdendorf 1963. Oebalia unistriata ingår i släktet Oebalia och familjen köttflugor.
Artens utbredningsområde är Ukraina. Enligt den svenska rödlistan är arten sårbar i Sverige. Arten förekommer på Gotland. Artens livsmiljö är stadsmiljö, skogslandskap, jordbrukslandskap. Inga underarter finns listade i Catalogue of Life.